# Albano Meazzini
Albano Meazzini, noto con il nome di battaglia Tito (Caprese Michelangelo, 17 settembre 1917 – Caprese Michelangelo, 27 luglio 1999), è stato un partigiano e politico italiano.

## Biografia
Cresciuto in una famiglia profondamente socialista, all'inizio della Seconda guerra mondiale prestò servizio militare nell'Aeronautica ad Alghero, ma fu riformato per malattia nel 1941.
Dopo l'8 settembre 1943 costituì uno dei primi nuclei partigiani sull'Alpe di Catenaia, alla cui guida fu posto il brigadiere Giovanni Zuddas (Tifone).
Meazzini, cui fu dato il nome di battaglia di Tito dai partigiani slavi presenti nella brigata, ebbe il ruolo di contatto con la nutrita organizzazione partigiana nota come Brigata Garibaldi Romagnola, guidata da Riccardo Fedel (Libero) e sotto il coordinamento dell'Ispettore Generale delle Brigate Garibaldi Antonio Carini (Orsi). Tito operò nella zona di Santa Sofia, e guidò assalti e sabotaggi nell'area di Catenaia insieme a bande legate alla 23ª Brigata Garibaldi "Pio Borri".
Tito fu membro del CLN di Caprese Michelangelo e dopo la guerra fu sindaco della sua città per il Partito Comunista Italiano dal 1951 al 1956, consigliere comunale fino al 1975 e vicesindaco fino al 1990.